# Сражение при Падуке
Сражение при Падуке (англ. Battle of Paducah) произошло 25 марта 1864 года на территории кентуккийского округа Мак-Кракен в ходе гражданской войны в США. Кавалерия Юга под командованием Натана Бедфорда Форреста в ходе своего рейда в Кентукки захватила городок Падука, но федеральный отряд под командованием Стивена Хикса отступил в форт Андерсон и сумел отбить атаку кавалерии южан.

## Предыстория
После разгрома федерального отряда Уильяма Смита в сражении при Околоне генерал Форрест отвёл свою кавалерию в миссисипский Коламбус для восстановления сил, и там к нему присоединилась бригада Абрама Бьюфорда. 7 марта Форрест свёл кавалерию в четыре бригады:
- 1-я бригада под ком. полковника Нили
- 2-я бригада под ком. полковника Роберта Маккулоха
- 3-я бригада под командованием полковника Томпсона
- 4-я бригада под командованием генерала Белла

1-я и 2-я бригады были сведены в дивизию, которую возглавил генерал Джеймс Чалмерс. Форрест решил совершить рейд в Западный Теннесси до теннессийского Коламбуса и Падуки, чтобы добыть себе одежду, лошадей, и вывезти продовольствие.
Одной из его целей было вернуть в строй тех теннессийцев, которые покинули ряды армии Конфедерации и вернулись домой. 24 марта отряд полковника Дакворта, численностью 320 человек, вошёл в город Юнион-Сити и окружил укрепления, в котором стоял федеральный отряд полковника Исака Хоукинса (475 чел.). Имитируя присутствие все армии Форреста, Дакворт потребовал капитуляции гарнизона и Хоукинс, после некоторых колебаний, сдался. В то же время сам Форрест с дивизией Бьюфорда (2 000 человек) наступал на север и вечером 25 марта подошёл к Падуке.